# Кассиопея A
Кассиопея A (Cassiopeia A) — остаток сверхновой в созвездии Кассиопея. Ярчайший на небе радиоисточник на частотах выше 1 ГГц за пределами Солнечной системы и один из первых открытых дискретных радиоисточников.
Сверхновая вспыхнула примерно в 11 тыс. световых годах в нашей галактике.
Расширяющееся вещество остатка в настоящее время имеет размер около 10 световых лет с точки зрения земного наблюдателя.
Считается, что взрыв сверхновой могли наблюдать с Земли 300 лет назад, но никаких исторических упоминаний о «звезде-гостье», как и о прародителе сверхновой нет, несмотря на то, что Кассиопея А находится в околополярном созвездии, которое в средних широтах Северного полушария наблюдается круглый год. Возможно, что в оптическом диапазоне излучение сверхновой было ослаблено межзвёздной пылью. Существует гипотеза, что английский астроном Джон Флемстид видел сверхновую и занёс в свой каталог как звезду 6-й величины 3 Кассиопеи 16 августа 1680 года. Предполагается, что взорвавшаяся звезда была необычно массивна, и к моменту взрыва уже сбросила значительное количество своего вещества в космическое пространство. Вещество обволакивало звезду, эффективно поглотив излучение от вспышки звезды.
Согласно другой гипотезе из недавнего междисциплинарного исследования, эта сверхновая была «полуденной звездой», наблюдавшейся в 1630 г. и воспринятой как предвестник рождения короля Англии Карла II. Никаких других сверхновых в Млечном пути с тех пор не наблюдалось с Земли невооружённым глазом.
Кассиопея A имеет обозначение 3C 461 в Третьем Кембриджском каталоге радиоисточников и G111.7-2.1 в каталоге Green Catalog of Supernova Remnants.
В 1937 г. был построен первый радиотелескоп с параболическим зеркалом Гроутом Ребером, радиолюбителем из Уиттона (США, штат Иллинойс). Радиотелескоп располагался в заднем дворе дома родителей Гроута, имел параболическую форму и диаметр антенны около 9 метров. С помощью инструмента Гроут построил карту неба в радиодиапазоне, на которой отчётливо видны центральные области Млечного Пути и яркие радиоисточники Лебедь A (Cyg A) и Кассиопея A (Cas A).
Открыли Кассиопею A английские радиоастрономы Райл и Смит в 1948 году. В оптическом диапазоне Кассиопея A была обнаружена в 1951 году Бааде и Минковским. По другим данным, она обнаружена в 1950 г.
По данным космического телескопа Спитцер в результате взрыва сверхновой образовалась нейтронная звезда, возможно класса магнетар.

## Яркость радиоизлучения
Плотность потока излучения — 2720 Ян на частоте 1 ГГц в 1980 г. Поскольку остатки сверхновой остывают, то плотность потока излучения снижается. На частоте 1 ГГц это снижение составляет около 0.97 ± 0.04 процентов в год. В настоящее время на частотах ниже 1 ГГц излучение Кассиопеи А менее интенсивно, чем у радиогалактики Лебедь А.

## Расширение оболочки
Оболочка сверхновой имела температуру около 30 миллионов градусов Кельвина и расширялась со скоростью 4-6 тысяч километров в секунду.
Ранее предполагалось, что остатки сверхновой расширяются равномерно. Но наблюдения с помощью телескопа «Хаббл» показали, что есть потоки с более высокими скоростями 5.5-14.5 тыс. км/с, причём наибольшие скорости достигаются в двух практически противоположных струях. На фотографиях, где цветами раскрашены различные химические соединения, видно, что схожие вещества зачастую остаются рядом при расширении остатков сверхновой.

## Рентгеновское излучение
В 1999 г. с помощью космической рентгеновской лаборатории «Чандра» был обнаружен «горячий точечный источник» вблизи центра туманности, являющийся нейтронной звездой, оставшейся после взрыва сверхновой.
Cas X-1 (или Cas XR-1), источник рентгеновского излучения в созвездии Кассиопея, не был обнаружен во время полёта американской метеорологической ракеты Aerobee 16 июня 1964 г., хотя предполагалось, что там мог быть такой источник. 1 октября 1964 г. было проведено новое сканирование Cas A с помощью другой ракеты Aerobee, но не удалось обнаружить существенного потока рентгеновского излучения из этой точки. 25 апреля 1965 г. ракете Aerobee удалось обнаружить Cas XR-1, координаты RA 23ч 21м Dec +58° 30′ Cas X-1 — это Cas A (Кассиопея А), Type II SNR с координатами RA 23ч 18м Dec +58° 30′
Обозначения Cassiopeia X-1, Cas XR-1, Cas X-1 больше не используются, источником рентгеновского излучения является Кассиопея А (остаток сверхновой G111.7-02.1), 2U 2321+58.

## Отражённое эхо сверхновой
Инфракрасное эхо от взрыва Кассиопеи А наблюдалось на близлежащих газовых облаках с помощью космического телескопа «Спитцер». Зарегистрированный спектр стал свидетельством, что эта сверхновая относилась к типу IIb, то есть взрыв произошёл в результате внутреннего коллапса массивной звезды, вероятнее всего красного сверхгиганта с гелиевым ядром, потерявшего почти всю свою водородную оболочку. Это было первое наблюдение инфракрасного эха от взрыва сверхновой, который сам напрямую не наблюдался, что открывает возможность изучать и реконструировать астрономические события из прошлого.

## Обнаружение фосфора
В 2013 г. астрономам удалось обнаружить фосфор в Кассиопее А, что подтверждает образование этого элемента в сверхновых с помощью нуклеосинтеза. Соотношение фосфора к железу в остатке сверхновой могло быть до 100 раз выше, чем в среднем в Млечном пути.

## Местоположение и условия наблюдения
Хотя Кассиопея A хорошо видна в радиодиапазоне, в оптическом диапазоне её излучение относительно слабое. Её можно увидеть на фотографиях с длительной экспозицией или с помощью любительского телескопа от 234 мм с фильтрами.

Изображения
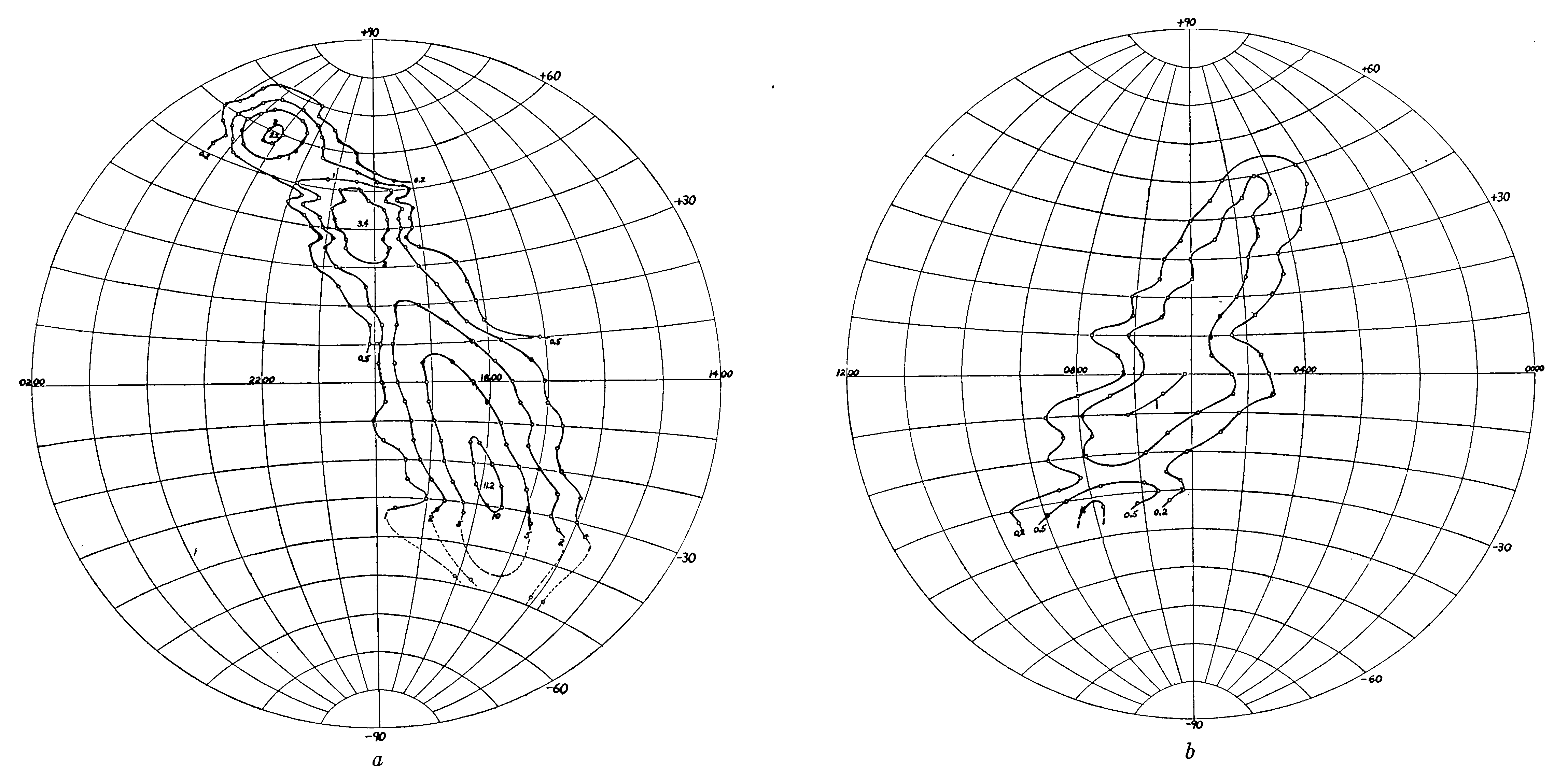
Радиокарта небосвода, полученная Гроутом Ребером в 1944 году[23]. Отчётливо видны центральные области Млечного Пути и яркие радиоисточники Стрелец А, Лебедь А, Кассиопея A, Большого Пса и Кормы[24].
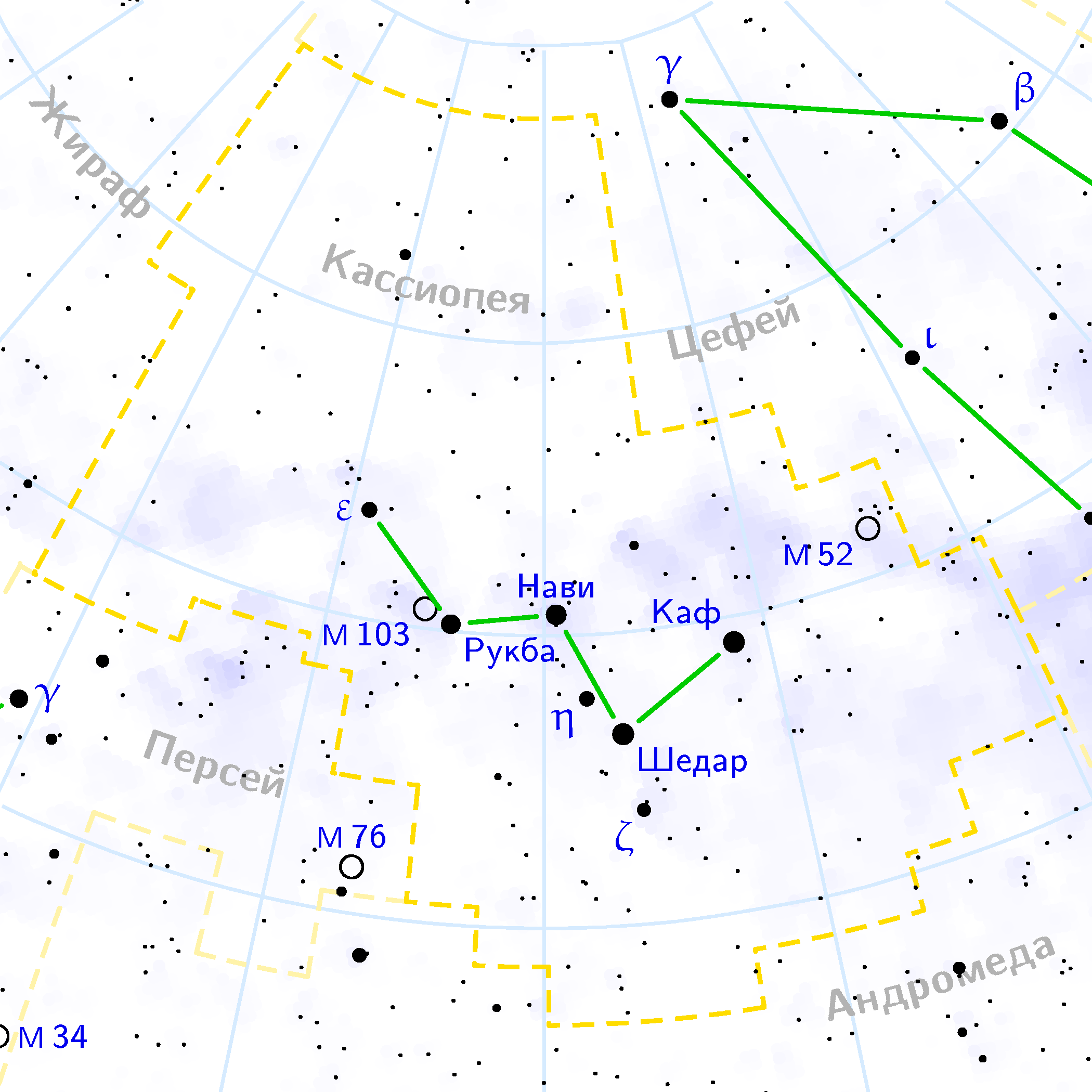
Положение Кассиопеи A на карте созвездия
Фотография Кассиопеи A в оптическом диапазоне (телескоп «Хаббл»)
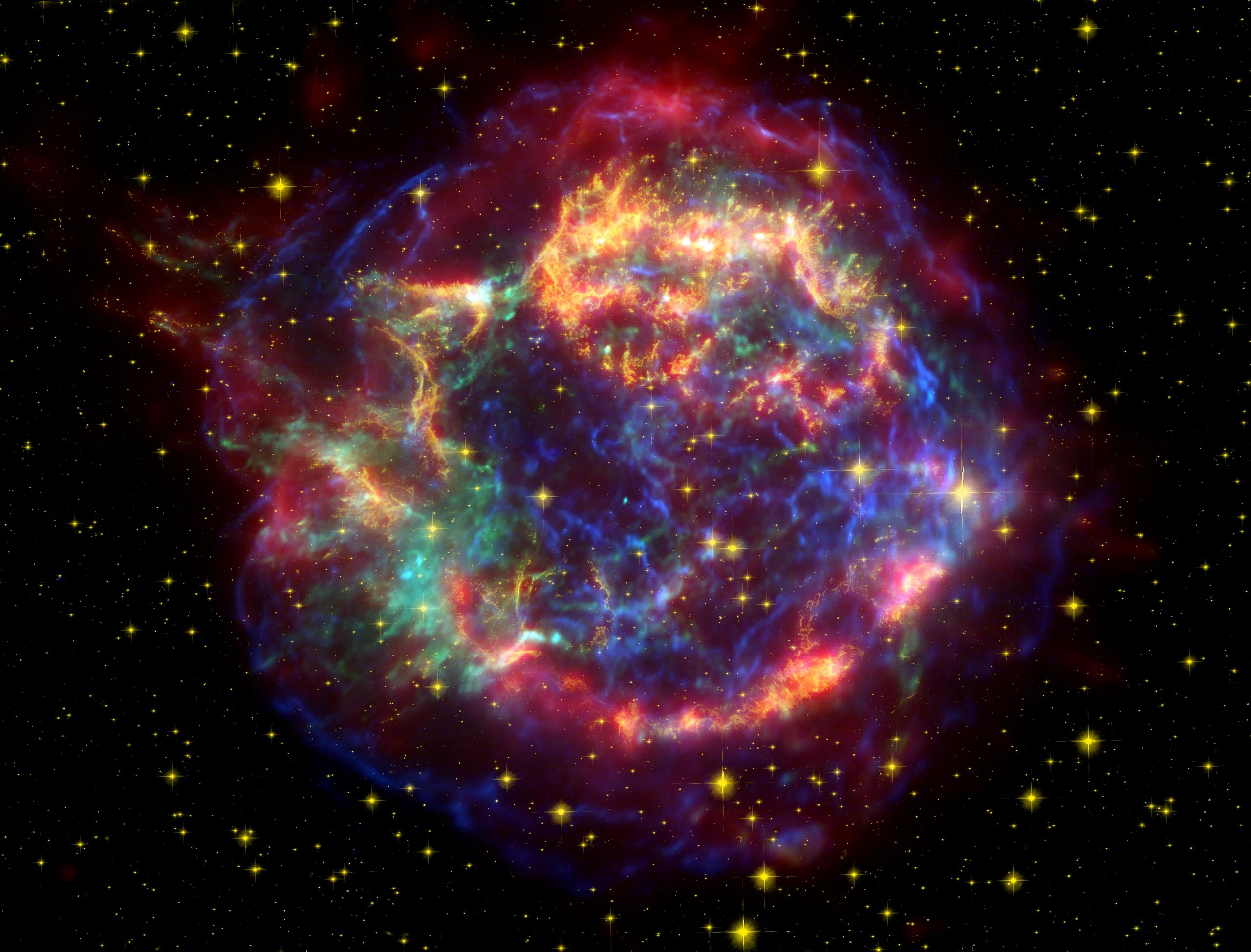
Изображение остатка в искусственных цветах, составленное из 3х фотографий. Красный цвет — данные в инфракрасном диапазоне (телескоп «Спитцер»), оранжевый — видимый диапазон (телескоп «Хаббл»), зелёный и синий — рентгеновский диапазон (телескоп «Чандра»). Сине-зелёная точка у центра — остаток звезды.]]
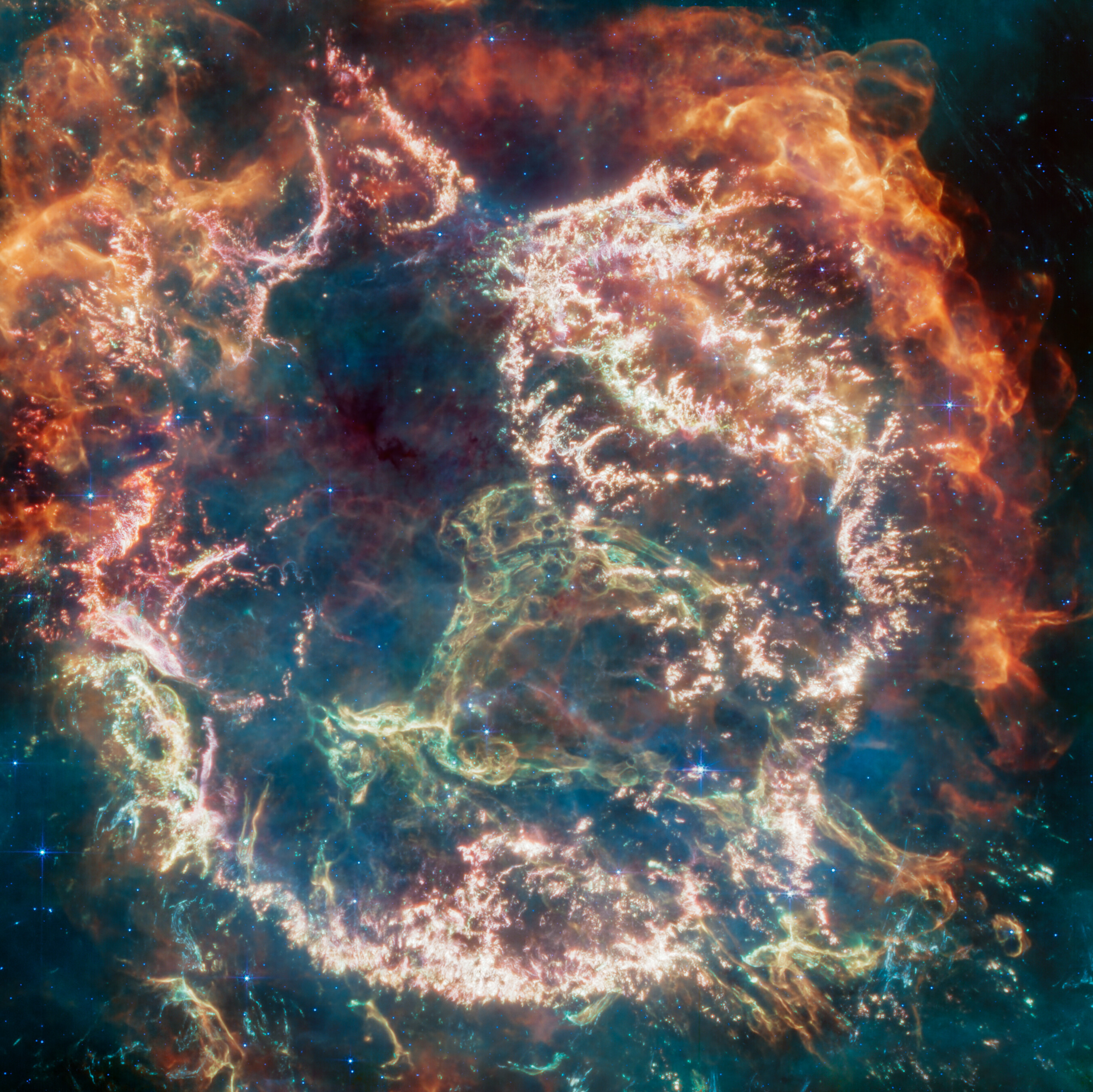
Кассиопеи A снятая в среднем инфракрасном диапазоне камерой MIRI[англ.] телескопа «Джеймс Уэбб»

### В базах данных
- SIMBAD